# 賈慶林
賈 慶林（か けいりん、簡体字：贾 庆林、繁体字：賈 慶林、英語：Jia Qinglin、発音：チャー・チンリン、1940年3月8日 - ）は、中華人民共和国の政治家。第10・11代中国人民政治協商会議主席、第16・17期中国共産党中央政治局常務委員を歴任し、第4世代の有力メンバーと見なされていた。

## 経歴

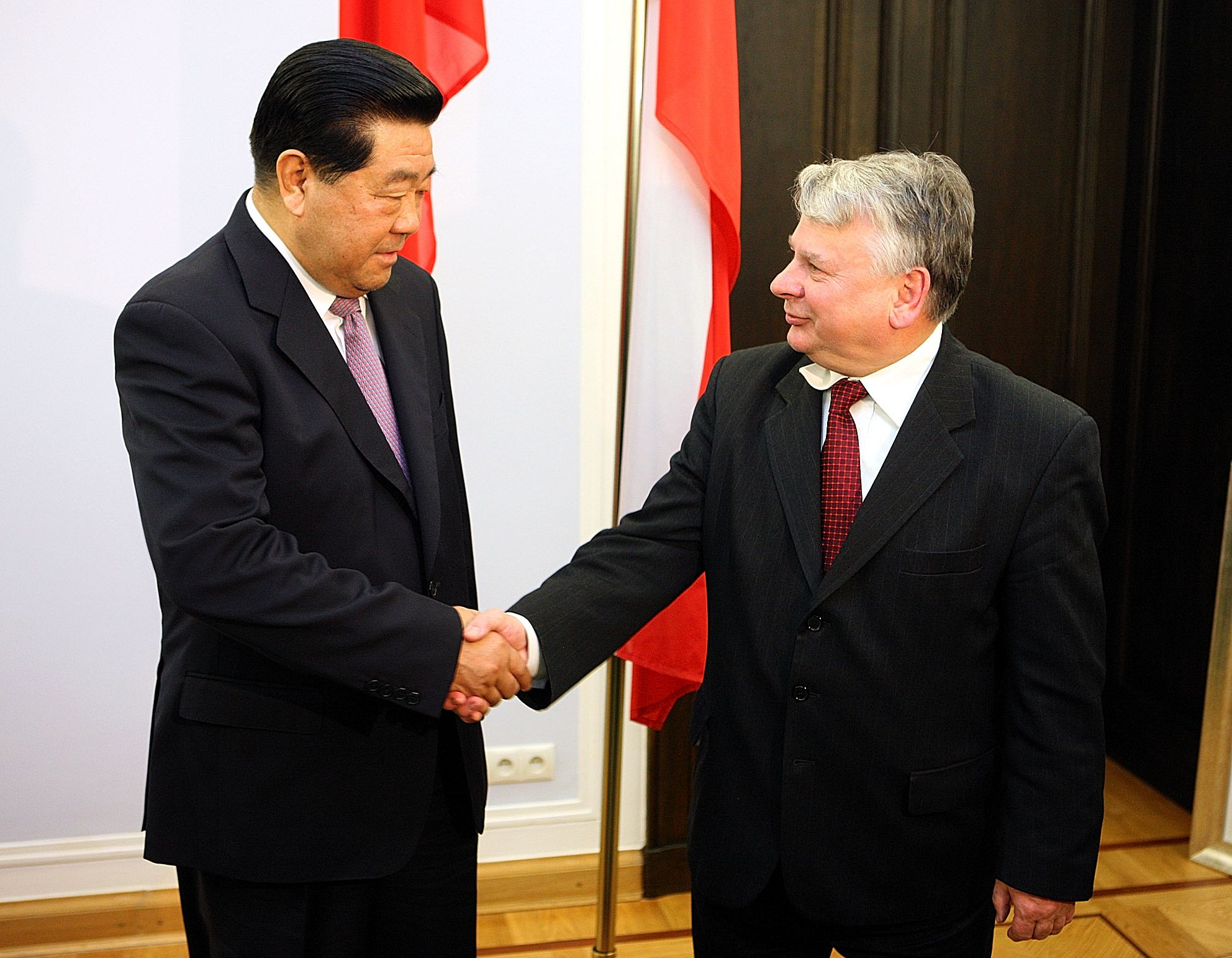
ポーランドのボグダン・ボルセビッチ上院議長と（2010年11月2日）

1940年3月8日に河北省泊頭県にて農民の息子として誕生する（山東省青島出身という情報もある）。1958年に河北工学院電力学部に入学し、電気設計と製造を専攻した。そして在学中の1959年12月に中国共産党へ入党する。1962年の卒業後は中華人民共和国第一機械工業部にエンジニアとして入部し、後に製品の研究・管理部門の副部長を務めたが、文化大革命の際には江西省に左遷された。第一機械工業部時代に江沢民と知己を得て、李嵐清・羅幹・曽慶紅らと共に共産党の中核となっていく。1978年の改革開放後に中国機械設備進出口（輸出入）総公司総経理に就任し、1983年には太原大型機器工場長に就任した。
1985年から1996年の間に福建省において党委員会常務副書記、省長、党委書記などの要職を歴任した。1995年に北京市党委書記陳希同を中心とする汚職事件が発覚すると、翌1996年に北京市長に任命され、市政の建て直しに取り組む。1997年に汚職捜査指揮を取っていた尉健行の後任として北京市党委書記に就任した。同年に党中央政治局委員となる。
2002年11月15日に党中央政治局常務委員に選出されて党内序列第4位となり、2003年3月13日に全国政治協商会議主席に就任した。2005年からは台湾政策を担当するようになった。2009年1月に党政治理論誌「求是」1月16日号で「多党制は誤った思想」だと指摘する論文を発表した。
北京市長就任に関しては喬石・朱鎔基・胡錦濤などがそれぞれ別の推薦者を出していたが、江沢民の強い推薦もあり、就任が決定した。また福建時代に夫人がアモイで発生した遠華密輸事件に関与したとの噂も流れたが、これも江沢民の配慮で明らかにならなかった。これらの点から、賈は上海出身ではないものの黄菊と共に特に熱心な江沢民派と目されている。なお、政治局常務委員就任に際しては同じく江沢民派である曽慶紅・黄菊と共に1割程度の批判票が出た。

## 年譜
- 1956年 - 1958年、石家荘工業管理学校工業企業計画課程で学ぶ
- 1958年、河北工学院電力学部機電設計・製造課程に入学
- 1959年12月、中国共産党に入党
- 1962年、河北工学院を卒業し、第一機械工業部のエンジニアとなる
- 1978年、中国機械設備進出口（輸出入）総公司総経理
- 1983年、太原大型機器工場長、工場党委員会書記
- 1985年、福建省党委員会副書記（1993年まで）
- 1986年、福建省党党委組織部長を兼任（1988年まで）
- 1988年、福建省党校校長を兼任、福建省直属機関工作委員会書記
- 1990年7月、福建省副省長
- 1990年11月、福建省省長代行
- 1991年4月、福建省省長
- 1992年10月、第14回党大会において中央委員に選出
- 1993年、福建省党委書記
- 1994年、福建省省長を退任し、福建省人民代表大会常務委員会主任に転出
- 1996年、北京市党委副書記兼北京市長
- 1997年、北京市党委書記兼北京市長、第15回党大会において政治局委員に選出
- 1999年、北京市長を退任
- 2002年、第16回党大会において政治局常務委員に選出
- 2003年3月、全国人民政治協商会議主席

## 集団虐殺での提訴

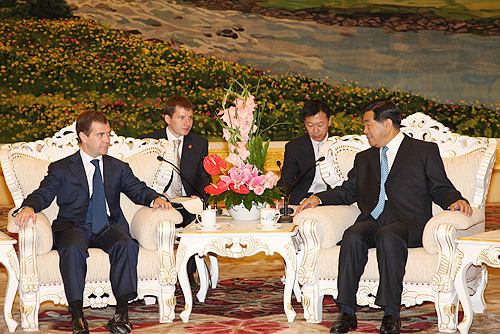
ロシアのメドヴェージェフ大統領と（2008年5月24日）

2004年9月2日に賈慶林の北京市党書記の任期中に直接又は間接に迫害を受けたと主張する法輪功学習者がスペインのマドリード国家裁判所に訴状を提出し、集団虐殺罪及び拷問罪で賈慶林を告訴した。2006年6月6日にスペイン最高裁判所刑事法廷は、数名の法輪功学習による集団虐殺罪で中共高官の賈慶林氏への上訴を受け取り、スペイン国家裁判所に審理及び調査をするようにと命じた。中国共産党はこの問題に関して「スペイン政府が適切にこの問題を解決してほしい」と発言した。オーストリア・ウクライナでも同じ罪状で法輪功学習者から提訴されている。
また、2007年9月14日には来日中の賈慶林を法輪功学習者2人が大阪地方裁判所に集団虐殺罪で提訴した。翌日の15日には日本各地から数百人の法輪功学習者が応援のために神戸市に集まって市内の公園で集会を開き、3時間近くに渡ってデモ行進した。